# Поповка (Темниковский район)
Поповка — деревня в составе  Пурдошанского сельского поселения Темниковского района Республики Мордовия.

## География
Находится на расстоянии примерно 24 километра на северо-восток от районного центра города Темников.

## История
Упоминается с 1883 года, когда она была учтена как деревня Темниковского уезда из 15 дворов.

## Население
Постоянное население составляло 10 человек (русские 40%, мордва 60%) в 2002 году, 4 в 2010 году .